# Pius Krätschmer
Pius Krätschmer (* 16. Juni 1997 in Ulm) ist ein deutscher Fußballspieler, der aktuell beim 1. FC Schweinfurt 05 unter Vertrag steht.

## Karriere
Krätschmer begann das Fußballspielen zuerst beim TSV Pfuhl und später beim SSV Ulm. Von dort wechselte er 2012 in die Nachwuchsabteilung des SC Freiburg. Krätschmer wurde in der U17 und U19 des Klubs eingesetzt.
Im Sommer 2015 wechselte Krätschmer zum Karlsruher SC in die zweite Mannschaft. Sein erstes Spiel absolvierte er am 20. Februar 2016 gegen den SV Oberachern. Gegen den FSV Hollenbach gelang ihm beim 3:1-Sieg am 5. März 2016 sein erstes Tor in der Oberliga Baden-Württemberg. In zwei Jahren bestritt er 29 Pflichtspiele, in denen ihm 7 Tore und 5 Vorlagen gelangen. Zur Saison 2017/18 wechselte er von der Oberliga Baden-Württemberg in die Regionalliga Bayern zu 1860 Rosenheim. Gegen den TSV Buchbach kam er bei der 1:2-Niederlage am 14. Juli zu seinem ersten Einsatz für seinen neuen Klub. Am 26. August 2017 erzielte er gegen den VfR Garching beim 4:2-Sieg sein erstes Tor in der Regionalliga Bayern. In Rosenheim wurde er in 59 Pflichtspielen eingesetzt, in denen er ein Tor erzielen konnte. 
Zur neuen Saison 2019/2020 wechselte Krätschmer ablösefrei vom Ligakonkurrenten 1860 Rosenheim zu Schweinfurt 05. Dort erhielt er einen Zweijahresvertrag. Gegen den TSV Aubstadt kam er beim 2:1-Sieg am 15. Juli 2019 zu seinem ersten Einsatz für seinen neuen Klub. Am 16. August 2019 erzielte er seinen ersten Treffer für Schweinfurt 05 gegen den SV Schalding. In 24 Pflichtspielen erzielte er 5 Tore und bereitete 4 weitere Treffer vor. Davon bestritt er 21 Spiele in der Regionalliga Bayern und 3 weitere Spiele im Bayerischen Landespokal. 
Im September 2020 verpflichtete der 1. FC Nürnberg Krätschmer und stattete ihn mit einem Vertrag aus, nachdem er sich bei einem Probetraining empfehlen konnte. Am 10. Mai 2021 kam er bei der 2:5-Niederlage am 32. Spieltag gegen den Hamburger SV zu seinem Profidebüt in der 2. Bundesliga. Er wurde in der 84. Minute für Nikola Dovedan eingewechselt. Im Sommer 2021 wechselte er in die 3. Liga zum 1. FC Saarbrücken.
Im Sommer 2023 wechselte er in die 2. niederländische Liga zu Helmond Sport. Nachdem sein Vertrag ausgelaufen und er mehrere Monate vereinslos war, schloss er sich im Oktober 2024 dem West-Regionalligisten SV Eintracht Hohkeppel an.
Zur Saison 2025/26 kehrte Krätschmer zum 1. FC Schweinfurt 05 zurück.